# آرایش غلیظ
آرایش غلیظ فیلمی به کارگردانی حمید نعمت‌الله و نویسندگی مشترک او و هادی مقدم دوست محصول سال ۱۳۹۲ است. حمید نعمت‌الله برای این فیلم جایزهٔ ویژهٔ هیئت داوران جشنواره سی و دوم فیلم فجر را دریافت کرد. همچنین این فیلم در رشته‌های بهترین بازیگر نقش اول مرد (حامد بهداد)، بهترین موسیقی، بهترین تدوین و… کاندیدا شده بود. خوانندهٔ تیتراژ پایانی این فیلم سینمایی همایون شجریان است. او این بار نوع جدیدی از خواندن را تجربه کرده‌است که به حال و هوای فیلم شباهت دارد.

## خلاصه
جوانی بار قاچاق ترقه و فشفشه‌های چهارشنبه‌سوری یکی از دوستانش را بالا می‌کشد و از طریق دختری که دوستش دارد تلاش می‌کند آنها را بفروشد.

## بازیگران
- حامد بهداد در نقش مسعود ترابی
- طناز طباطبایی در نقش لادن بخشی
- حبیب رضایی در نقش هومن جودکی
- علی عمرانی در نقش برقی
- جمال اجلالی در نقش دکتر
- هومن برق‌نورد در نقش فاتحی
- امیر بدری در نقش مجید

## جوایز و نامزدی‌ها
سودابه سعیدنیا|خشایار موحدیان

| نامزد          | نتیجه                     | جایزه                                  | مراسم             |
| -------------- | ------------------------- | -------------------------------------- | ----------------- |
| حمید نعمت الله | نامزدشده                  | سیمرغ بلورین بهترین کارگردانی          | جشنوارهٔ فیلم فجر  |
| حامد بهداد     | نامزدشده                  | سیمرغ بلورین بهترین بازیگر نقش اول مرد | جشنوارهٔ فیلم فجر  |
| سهراب پورناظری | نامزدشده                  | سیمرغ بلورین بهترین موسیقی متن         | جشنوارهٔ فیلم فجر  |
| نامزدشده       | سیمرغ بلورین بهترین تدوین |                                        | جشنوارهٔ فیلم فجر  |
| حمید نعمت الله | برنده                     | جایزهٔ ویژهٔ هیئت داوران                 | جشنوارهٔ فیلم فجر  |
| حامد بهداد     | نامزدشده                  | بهترین بازیگر نقش اول مرد              | جشن خانه‌ سینما    |
| حامد بهداد     | نامزدشده                  | بهترین بازیگر نقش اول مرد              | جشن انجمن منتقدان |
| حامد بهداد     | نامزدشده                  | بهترین بازیگر نقش اول مرد              | جشن حافظ          |